# بلان دو مومینگ
بلان دو مومینگ (به لاتین: Blanc de Moming) یک کوه در سوئیس است که در کانتون وله واقع شده‌است. بلان دو مومینگ ۳٬۶۶۱ متر بالاتر از سطح دریا واقع شده‌است.